# Zahid Sheikh
Muhammad Zahid Sheikh (Sialkot, 14 december 1949 - Lahore, 29 januari 2010) was een Pakistaans hockeyspeler. Hij maakte van 1969 tot 1976 deel uit van de Pakistaanse nationale hockeyploeg en scoorde achtmaal in in totaal 34 interlands. Sheikh maakte deel uit van de ploeg die tweede werd op de Olympische Spelen van 1972 in München. Sheikh won met de Pakistaanse ploeg zowel in 1970 als in 1974 de gouden medaille op de Aziatische Spelen.